# E 잉크
| 범례 | 항목                    |
| ---- | ----------------------- |
| 1    | 상위층                  |
| 2    | 투명 전극 층            |
| 3    | 투명 마이크로 캡슐      |
| 4    | 양전하를 띤 흰색 안료   |
| 5    | 음전하를 띤 검은색 안료 |
| 6    | 투명 오일               |
| 7    | 전극 픽셀 층            |
| 8    | 하부 지지층             |
| 9    | 빛                      |
| 10   | 흰색                    |
| 11   | 검은색                  |

E 잉크 기술의 개요

E 잉크(E Ink ← 전자 잉크(electronic ink))는 JD 알베르트와 배럿 코미스키를 비롯한 MIT 학부생, MIT 미디어 랩 교수 조지프 제이컵슨, 제롬 루빈, 러스 윌콕스가 1997년에 공동 설립한 E 잉크 코퍼레이션(E Ink Corporation)이 상용화한 전자종이 (e-paper) 디스플레이 기술의 브랜드이다.
이 기술은 회색조와 색상으로 제공되며 전자책 단말기, 전자 광고판, 스마트워치, 휴대 전화, 전자식 매대 표시기 및 건축 패널과 같은 모바일 장치에 사용된다.

## 역사

### 배경
저전력 종이형 디스플레이에 대한 개념은 1970년대부터 존재했으며, 원래 제록스 PARC의 연구원들이 고안했지만 실현되지는 못했다. 스탠퍼드 대학교에서 박사후 연구원으로 재직할 당시, 물리학자 조지프 제이컵슨은 버튼 하나로 내용이 바뀌고 전력 소모가 적은 여러 페이지짜리 책을 구상했다.
닐 거셴펠드는 1995년 제이컵슨의 전자책에 대한 아이디어를 듣고 그를 MIT 미디어 랩으로 영입했다. 제이컵슨은 다시 MIT 학부생인 수학 전공의 배럿 코미스키와 기계 공학 전공의 J.D. 알베르트를 영입하여 자신의 비전을 실현하는 데 필요한 디스플레이 기술을 개발하게 했다.

### 제품 개발
초기 접근 방식은 절반은 흰색이고 절반은 검은색인 작은 구체를 만드는 것이었다. 이 구체는 전기 전하에 따라 흰색 면이나 검은색 면이 디스플레이에 보이도록 회전한다. 알베르트와 코미스키는 대부분의 숙련된 화학자와 재료 과학자들로부터 이 접근 방식이 불가능하다는 말을 들었고, 이 완벽하게 절반은 흰색이고 절반은 검은색인 구체를 만드는 데 어려움을 겪었다. 알베르트는 실험 중에 우연히 모든 구체가 흰색인 구체를 만들었다.
코미스키는 이 모든 흰색 입자를 어두운 염료와 혼합된 미세 캡슐에 충전하고 캡슐화하는 실험을 했다. 그 결과는 표면에 적용될 수 있고 독립적으로 충전되어 흑백 이미지를 생성할 수 있는 미세 캡슐 시스템이었다. 미세 캡슐 전기영동 디스플레이에 대한 첫 번째 특허는 1996년 10월 MIT에 의해 출원되었다.
이 과학 논문은 학부생들의 작업으로는 매우 이례적으로 Nature의 표지를 장식했다. 미세 캡슐 전기영동 디스플레이의 장점과 전자종이의 실용적인 요구 사항을 충족할 수 있는 잠재력은 Nature 논문의 초록에 요약되어 있다.
수년 동안 디스플레이 매체 연구원들의 목표는 종이의 전자적 아날로그인 유연하고 저렴한 시스템을 만드는 것이었다... 시각적 특성은 "종이에 잉크" 모양을 만들어낸다. 그러나 이러한 디스플레이는 지금까지 짧은 수명과 제조의 어려움으로 고통받았다. 여기서 우리는 전기영동 분산액의 마이크로캡슐화를 기반으로 한 전기영동 잉크의 합성을 보고한다. 마이크로캡슐화된 전기영동 매체의 사용은 수명 문제를 해결하고 인쇄를 통해서만 양방향 전자 디스플레이의 제작을 가능하게 한다. 이 시스템은 전자종이의 실제 요구 사항을 충족할 수 있다.
두 번째 특허는 1997년 3월 MIT에 의해 미세 캡슐 전기영동 디스플레이에 대해 출원되었다.
그 후, 알베르트, 코미스키, 제이컵슨은 러스 윌콕스와 제롬 루빈과 함께 알베르트와 코미스키가 MIT를 졸업하기 두 달 전인 1997년에 E 잉크 코퍼레이션(E Ink Corporation)을 설립했다.

### 회사 연혁
E 잉크 코퍼레이션(E Ink Corporation, 단순히 "E Ink")은 대만 지주 회사인 E 잉크 홀딩스(E Ink Holdings, EIH, 8069.TWO) 제조업체의 자회사이다. 이들은 전기영동 디스플레이의 제조업체이자 유통업체이며, 이 디스플레이는 일종의 전자종이로 E 잉크(E Ink)라는 이름으로 판매된다. E 잉크 코퍼레이션은 빌레리카, 매사추세츠에 본사를 두고 있다. 이 회사는 1997년 학부생인 J.D. 알베르트와 배럿 코미스키, 조지프 제이컵슨 (MIT 미디어 랩 교수), 제롬 루빈 (렉시스넥시스 공동 설립자), 러스 윌콕스가 공동 설립했다. 2년 후, E 잉크는 필립스와 협력하여 이 기술을 개발하고 판매했다. 제이컵슨과 코미스키는 1996년에 출원된 원본 특허에 발명자로 등재되어 있다. 알베르트, 코미스키, 제이컵슨은 2016년 5월 미국 발명가 명예의 전당에 헌액되었다. 2005년, 필립스는 전자종이 사업과 관련 특허를 주요 사업 파트너 중 하나인 신주시, 중화민국 기반의 제조업체 프라임 뷰 인터내셔널(Prime View International, PVI)에 매각했다.
E 잉크 코퍼레이션에서 코미스키는 E 잉크의 1세대 전자 잉크 개발 노력을 주도했으며, 알베르트는 전자 잉크 디스플레이를 대량 생산하는 데 사용되는 제조 방법을 개발했다. 윌콕스는 다양한 비즈니스 역할을 수행했으며 2004년부터 2009년까지 CEO를 역임했다.

#### 인수
2008년 6월 1일, E 잉크 코퍼레이션은 PVI(회사 연혁에서 보듯이 프라임 뷰 인터내셔널)에 2억 1,500만 미국 달러에 인수될 초기 계약을 발표했으며, 이는 협상 끝에 최종적으로 4억 5,000만 달러에 달했다. E 잉크는 2009년 12월 24일 공식적으로 인수되었다. PVI의 인수로 E 잉크 전자종이 디스플레이의 생산 규모가 확대되었는데, 이는 프라임 뷰가 BOE Hydis Technology Co., Ltd.를 소유하고 있으며 Chi Mei Optoelectronics Corp. (현재 치메이 이노룩스 코퍼레이션, 폭스콘 그룹의 일부)와 전략적 파트너 관계를 유지하고 있었기 때문이다. 폭스콘은 E 잉크 패널 전자책 단말기 공급업체인 프라임 뷰의 Netronix Inc.의 유일한 ODM 파트너이지만, 최종 제품은 Bookeen, COOL-ER, PocketBook 등 다양한 형태로 나타난다.
PVI는 인수 후 E 잉크 홀딩스로 사명을 변경했다. 2012년 12월, E 잉크는 경쟁 전기영동 디스플레이 회사인 SiPix를 인수했다.

## 응용 분야

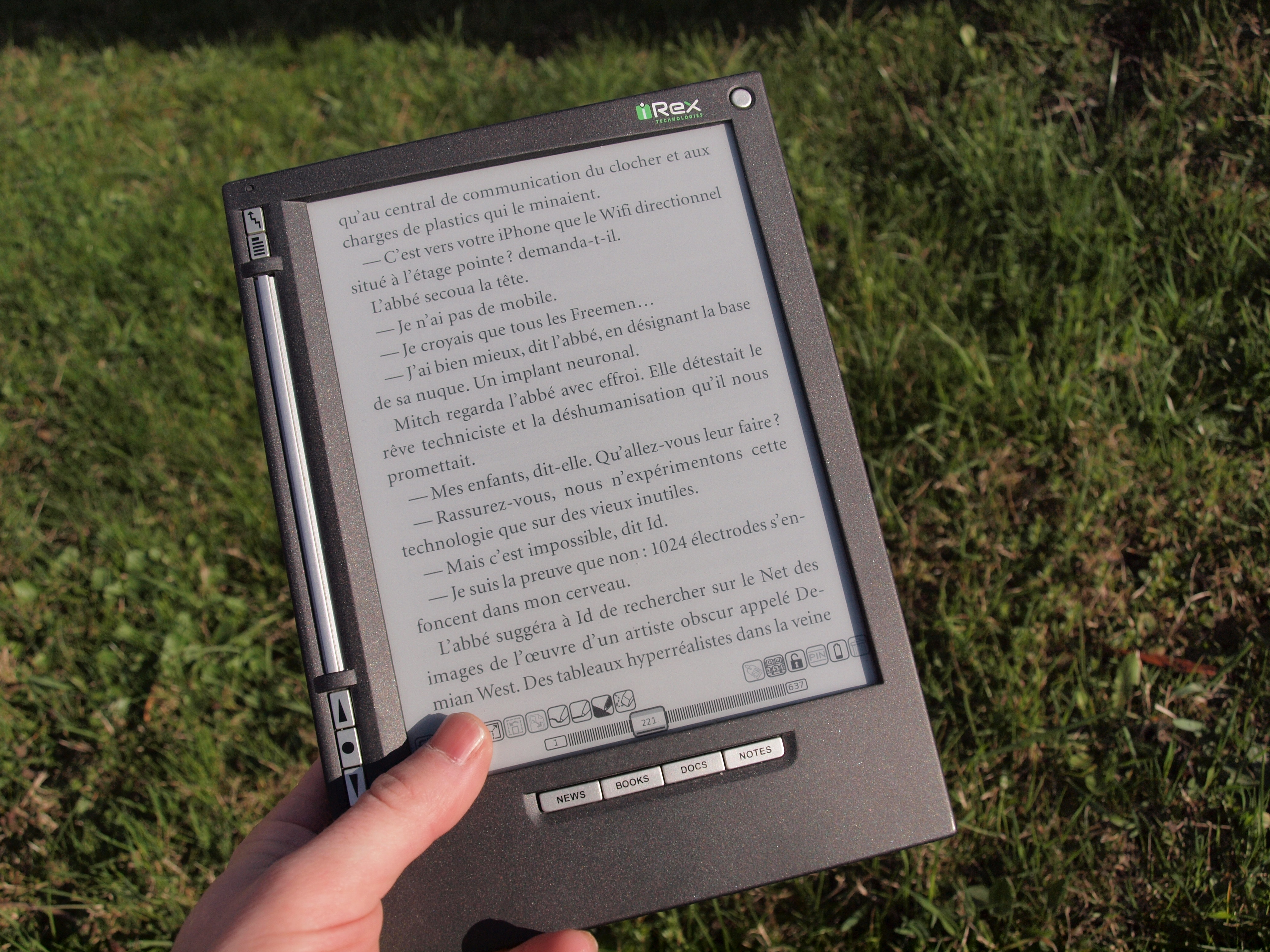
햇빛 아래서도 잘 보이는 전자종이 디스플레이를 장착한 iLiad 전자책 단말기

E 잉크는 필름으로 제작된 후 전자 디스플레이에 통합되어 휴대폰, 시계, 잡지, 웨어러블 기기, 전자책 단말기 등에서 새로운 응용 분야를 가능하게 한다.
모토로라 F3는 재료의 초저전력 소비를 활용하기 위해 디스플레이에 E 잉크 기술을 채택한 최초의 휴대폰이었다. 또한, 삼성 앨리어스 2는 다양한 독서 방향을 가능하게 하기 위해 키패드에 이 기술을 사용한다.
2008년 10월 한정판 북미판 에스콰이어는 E 잉크를 통합한 최초의 잡지 표지였다. 이 표지에는 깜빡이는 텍스트가 특징이었다. 중국 상하이에서 제조되어 미국으로 냉장 운송되어 제본되었다. E 잉크는 90일 통합 배터리 공급으로 전원이 공급되었다.
2015년 7월, 뉴사우스웨일스 도로 및 해양 서비스는 호주 시드니에 E 잉크를 사용한 도로 교통 표지판을 설치했다. 설치된 전자종이 교통 표지판은 교통 표지판에 E 잉크를 처음 사용한 사례이다. 런던 교통국은 버스 정류장에서 E 잉크 디스플레이를 사용하여 시간표, 노선도 및 실시간 교통 정보를 제공하는 시범 운영을 했다. 2016년에 개장한 홀 푸드 매장에는 제품 정보를 원격으로 업데이트할 수 있는 E 잉크 선반 라벨이 설치되었다. E 잉크 프리즘(E Ink Prism)은 2015년 1월 인터내셔널 CES에서 발표되었으며, 건축 제품으로 색상, 패턴 및 디자인을 동적으로 변경할 수 있는 E 잉크의 이중 안정 잉크 기술 필름의 내부 명칭이다. E 잉크 디스플레이는 유연하게 만들 수도 있다.

## 상업용 디스플레이 제품
E 잉크는 이후 소니그룹, Ledger (company), 모토로라, 아마존 등 다양한 회사들과 협력했다. E 잉크의 "Vizplex" 기술은 소니 리더, MOTOFONE F3, 반스 & 노블 눅, 킨들, txtr Beagle, Kobo eReader에 사용된다. E 잉크의 "Pearl" 기술은 50% 더 나은 명암비를 제공한다고 주장된다. 이 기술은 2011-2012년 킨들 모델, 반스 & 노블 눅 심플 터치, Kobo Touch, 소니 PRS-T1에 사용된다. E 잉크의 "Carta" 기술은 reMarkable, 킨들 페이퍼화이트 (2세대 및 3세대), 킨들 보야지, Kobo Glo HD, Kobo Aura H2O, 킨들 오아시스에 사용된다.

## E 잉크 버전 또는 모델
| 2007 | Vizplex    |
| 2008 |            |
| 2009 |            |
| 2010 | Pearl      |
| 2011 |            |
| 2012 |            |
| 2013 | Carta      |
| 2014 | Carta HD   |
| 2015 |            |
| 2016 |            |
| 2017 |            |
| 2018 |            |
| 2019 |            |
| 2020 |            |
| 2021 | Carta 1200 |
| 2022 |            |
| 2023 | Carta 1300 |

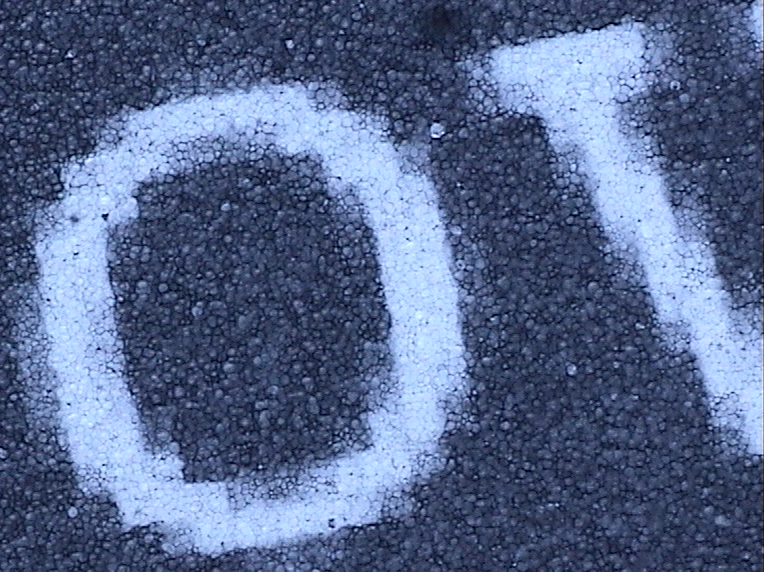
킨들 화면 확대, 표면 바로 아래에 초점을 맞춤; 마이크로 캡슐은 표준 모니터에 표시된 대로 전체 이미지에서 전체 크기로 표시된다.

E Ink Vizplex는 E 잉크 디스플레이의 첫 번째 세대이다. Vizplex는 2007년 5월에 발표되었다.
E Ink Pearl, 2010년 7월 발표된 E 잉크 디스플레이의 2세대이다. 업데이트된 아마존 킨들 DX가 이 화면을 사용하는 첫 번째 장치로 발표되었다. 아마존은 2013년 페이퍼화이트 2 업데이트까지 새로운 킨들 모델에 이 디스플레이 기술을 사용했다. 터치 기능이 있는 기본 킨들은 킨들 11이 2022년에 167dpi를 넘어설 때까지 Pearl을 계속 사용했다. 소니도 2010년 소니 리더 PRS 시리즈 모델에 이 기술을 포함시켰다. 이 디스플레이는 Nook Simple Touch, Kobo eReader Touch, Kobo Glo, Onyx Boox M90, X61S 및 Pocketbook Touch에도 사용된다.
E Ink Mobius는 유연한 플라스틱 백플레인을 사용하는 E 잉크 디스플레이로, 작은 충격과 약간의 굽힘에 견딜 수 있다. 이를 사용하는 제품으로는 소니 디지털 페이퍼 DPT-S1, Pocketbook CAD Reader Flex, Dasung Paperlike HD, Onyx Boox MAX 3 등이 있다.
E Ink Triton, 2010년 11월 발표되었으며, 밝은 조명에서도 읽기 쉬운 컬러 디스플레이이다. Triton은 16단계의 회색과 4,096가지 색상을 표시할 수 있다. E Ink Triton은 Hanvon 컬러 전자책 단말기, 엑타코에서 만든 JetBook Color, 포켓북에서 만든 PocketBook Color Lux와 같은 상업적으로 이용 가능한 제품에 사용된다.
E Ink Triton 2는 E Ink Triton 컬러 디스플레이의 마지막 세대이다. 이를 탑재한 전자책 단말기는 2013년에 등장했다. 여기에는 Ectaco Jetbook Color 2와 Pocketbook Color Lux가 포함된다.
E Ink Carta, 2013년 1월 인터내셔널 CES에서 발표되었으며, 6인치 디스플레이에 768x1024 해상도와 212 ppi를 특징으로 한다. 카르타라고 불리며, 킨들 페이퍼화이트 2 (2013), 포켓북 터치 럭스 3 (2015), 그리고 Kobo Nia (2020)에 사용된다.
E Ink Carta HD는 6인치 화면에 1080x1440 해상도와 300ppi를 특징으로 한다. 이 기술은 2014년 이후의 모든 새로운 킨들 모델 (Voyage, Oasis, Scribe)뿐만 아니라 Paperwhite 3 (2015) 이후, Tolino Vision 2 (2014), Kobo Glo HD (2015), Nook Glowlight Plus (2015), Cybook Muse Frontlight, PocketBook Touch HD (2016), PocketBook Touch HD 2 (2017), 그리고 Kobo Clara HD (2018)를 포함한 많은 전자책 단말기에 사용된다.
원래 E Ink Carta 디스플레이는 Carta 1000으로 이름이 변경되었으며, Carta 1100 및 Carta 1200의 개선을 통해 응답 시간과 디스플레이 명암비가 향상되었다. 이후 Carta 1250의 개선을 통해 응답 시간과 명암비가 다시 향상되었다.
E Ink Carta 및 Carta HD 디스플레이는 Regal 파형 기술을 지원하여 페이지 새로 고침의 필요성을 줄인다.
제품의 전체 대비는 터치 센서 및 전면 조명(제공되는 경우)을 포함한 전체 패널 스택에 따라 달라진다.
E Ink Spectra는 세 가지 색소 디스플레이이다. 이 디스플레이는 각각 세 가지 색소를 포함하는 마이크로컵을 사용한다. 소매 및 전자 선반 태그 라벨에 사용할 수 있다. 현재 검정, 흰색, 빨강 또는 검정, 흰색, 노랑 색소로 생산된다.
고급 컬러 ePaper (ACeP)는 2016년 5월 SID 디스플레이 위크에서 발표되었다. 이 디스플레이는 각 마이크로 캡슐 또는 마이크로컵에 4가지 색소를 포함하여 컬러 필터 오버레이의 필요성을 없앤다. 사용되는 색소는 시안, 마젠타, 노랑, 흰색으로, 전체 색 영역과 최대 32,000가지 색상을 표시할 수 있다. 처음에는 매장 내 간판 시장을 목표로 1600x2500 픽셀 해상도(150ppi)의 20인치 디스플레이와 2초의 새로 고침 속도를 제공했으며, 2018년 후반부터 간판 용도로 출하되기 시작했다. 또한 E Ink Gallery 3라는 이름으로 전자책 단말기용으로 상업적으로 제조되고 있다. 첫 번째 리더기는 2023년에 출하되기 시작했지만, 일부 예정된 전자책 단말기는 공급 문제로 인해 나중에 연기되었다.
E Ink Kaleido, 원래 2019년 12월에 "Print Color"로 발표되었으며, 컬러 필터 레이어가 있는 E Ink의 회색조 디스플레이 중 하나를 기반으로 한 차세대 컬러 디스플레이의 첫 번째이다. E Ink Kaleido는 E Ink Triton 제품군 디스플레이에서 사용되는 유리 필터 레이어와 달리 플라스틱 컬러 필터 레이어를 사용한다. Kaleido Plus와 Kaleido 3는 각각 2021년과 2023년에 출시되어 성능과 픽셀 밀도를 더욱 향상시켰다.

## 같이 보기
- 전자책 단말기 비교
- 플라스틱 로직